# The Princess Bride (album)
Albums de Mark Knopfler
Comfort and Joy
((1984)) Last Exit to Brooklyn
((1989))
The Princess Bride est la bande originale du film Princess Bride sorti en 1987. Elle a été composée par le britannique Mark Knopfler, à l'exception du générique de fin composé et interprété par Willy DeVille.

## Liste des titres
| The Princess Bride | The Princess Bride                            | The Princess Bride | The Princess Bride | The Princess Bride | The Princess Bride | The Princess Bride | The Princess Bride | The Princess Bride | The Princess Bride |
| No                 | Titre                                         | Durée              |                    |                    |                    |                    |                    |                    |                    |
| ------------------ | --------------------------------------------- | ------------------ | ------------------ | ------------------ | ------------------ | ------------------ | ------------------ | ------------------ | ------------------ |
| 1.                 | Once upon a time... Storybook Love            | 4:00               |                    |                    |                    |                    |                    |                    |                    |
| 2.                 | I Will Never Love Again                       | 3:05               |                    |                    |                    |                    |                    |                    |                    |
| 3.                 | Florin Dance                                  | 1:33               |                    |                    |                    |                    |                    |                    |                    |
| 4.                 | Morning Ride                                  | 1:37               |                    |                    |                    |                    |                    |                    |                    |
| 5.                 | The Friends' Song                             | 3:02               |                    |                    |                    |                    |                    |                    |                    |
| 6.                 | The Cliffs of Insanity                        | 3:19               |                    |                    |                    |                    |                    |                    |                    |
| 7.                 | Sword Fight                                   | 2:43               |                    |                    |                    |                    |                    |                    |                    |
| 8.                 | Guide my Sword                                | 5:12               |                    |                    |                    |                    |                    |                    |                    |
| 9.                 | The Fireswamp and the Rodents of Unusual Size | 4:47               |                    |                    |                    |                    |                    |                    |                    |
| 10.                | Revenge                                       | 3:52               |                    |                    |                    |                    |                    |                    |                    |
| 11.                | A Happy Ending                                | 1:53               |                    |                    |                    |                    |                    |                    |                    |
| 12.                | Storybook Love                                | 4:25               |                    |                    |                    |                    |                    |                    |                    |
| 39:20              |                                               |                    |                    |                    |                    |                    |                    |                    |                    |